# 米哈伊尔·塔拉先科
米哈伊尔·瓦西里耶维奇·塔拉先科（羅馬化：Mikhail Vasil'yevich Tarasenko；1947年11月21日—2025年7月22日）是俄罗斯政治人物，第五届、第六届、第七届和第八届国家杜马代表。
1968年，塔拉先科服完兵役后开始在塔甘罗格钢铁厂工作。1982年，他担任俄罗斯矿冶工会中央委员会劳动保护部部长。1996年至2012年，他担任俄罗斯矿工和冶金工人工会主席。2007年、2011年、2016年、2021年分别当选第五届、第六届、第七届、第八届国家杜马代表。

## 制裁
塔拉先科于2022年因俄乌战争而受到英国政府制裁。